# Traité d'Alton
Le traité d'Alton est un accord signé en juillet 1101 entre Henri Ier d'Angleterre et son frère plus âgé Robert Courteheuse, duc de Normandie. Par ce traité, Robert reconnaît Henri comme roi d'Angleterre, en échange d'une rente annuelle et autres concessions. Cet accord permit de résoudre temporairement la crise de succession des rois anglo-normands.

## Contexte
L'année précédente, aussitôt la mort de son frère Guillaume II le Roux connue, Henri s'était emparé du trône d'Angleterre, alors que Robert était l'héritier désigné de Guillaume. En effet, Guillaume et Robert avaient fait le serment que les possessions du premier à décéder iraient au survivant. Au moment de la mort de Guillaume, l'absence de Robert, qui participait à la première Croisade, et la mauvaise réputation qu'il avait parmi les barons anglo-normands profitèrent alors à Henri qui se fit reconnaître roi.

## Tentative d'invasion de l'Angleterre
Quand Robert revint de Terre sainte, encouragé par son conseiller Rainulf Flambard, il décida d'envahir l'Angleterre afin d'en réclamer le trône. Il débarqua secrètement à Portsmouth avec une armée et marcha vers Alton en direction de Londres. Henri, ayant consolidé sa popularité parmi les nobles et l’Église en signant la Charte des libertés, résista aisément à l'invasion de Robert. Les deux frères se rencontrèrent alors à Alton et réglèrent le conflit à l'amiable.

## Termes du traité
Par ce traité, Robert accepta de renoncer au trône anglais en échange d'une rente annuelle de 3 000 marks et de la cession de toutes les possessions d'Henri dans le duché de Normandie, sauf Domfront. De plus, Henri effaçait les dettes de Robert envers Guillaume. Ce traité garantissait aussi que les fidèles de Robert ne subiraient pas de représailles. Les deux frères convinrent en plus de se reconnaître comme héritiers réciproques et de s'entraider à punir les traîtres.

## Conclusion
L'accord ne dura cependant pas très longtemps. En 1105, Henri débarqua en Normandie et, bien qu'ayant réussi à s'emparer des villes de Bayeux et de Caen, il fut contraint de rentrer en Angleterre pour affronter des problèmes politiques survenus en son absence. Il revint l'année suivante et défit l'armée de son frère à la bataille de Tinchebray, le 28 septembre 1106. Robert fut emprisonné pour le reste de sa vie et mourut en captivité en 1134 au château de Cardiff. La Normandie allait rester une possession de la couronne anglaise pendant plus d'un siècle.
Bien sûr, Henri ne respecta pas les termes de cet accord. Les principaux barons alliés à Robert furent immédiatement punis et Henri les déposséda de tous leurs fiefs en Angleterre. Ainsi, Robert de Bellême et Guillaume II de Warenne, qui ont incité le duc à prendre le royaume d'Angleterre, sont bannis du royaume.

## Sources
- (en) Cet article est partiellement ou en totalité issu de l’article de Wikipédia en anglais intitulé « Treaty of Alton » (voir la liste des auteurs).